# 토죠 히사코
토죠 히사코(일본어: 東城 日沙子 とうじょう ひさこ[*], 1990년 8월 21일 ~ )는 일본의 여성 성우. 사이타마현 출신. EARLY WING 소속.